# Knorpel-Weichschildkröte
Die Knorpel-Weichschildkröte (Amyda cartilaginea) ist eine große Weichschildkrötenart aus Südostasien.

## Merkmale
Knorpel-Weichschildkröten können ein Gewicht von 65 Kilogramm und über 80 Zentimeter Carapaxlänge erreichen. Sie haben drei Krallen an jeder Extremität; der Schwanz ist sehr kurz.
Die zwei Unterarten unterscheiden sich in ihrem Aussehen: Amyda cartilaginea cartilaginea hat eine dunkelbraune bis schwärzliche Grundfarbe mit einer kontrastierenden gelben Punktzeichnung, die mit zunehmendem Alter nachdunkelt oder verschwindet. Neben der Vielzahl gelber, über den ganzen Körper verteilter Punkte zeigt diese Unterart auch schwarze, gelb umrandete Augenflecken auf dem Rückenpanzer sowie auf dem Scheitel ein schwarzes Netzmuster auf gelblich-olivbrauner Grundfarbe.
Bei Amyda cartilaginea maculosa ist der Kopf wuchtiger mit einem relativ kurzen, stumpfen Rüssel und weniger ausgeprägten Tuberkeln am Nacken. Die Grundfarbe ist heller (olivfarben bis braun) und die kontrastierende gelbe Punktzeichnung fehlt, stattdessen tragen Jungtiere und junge erwachsene Tiere einen charakteristischen dunklen, sattel- oder flügelförmigen Fleck auf dem Rücken. Dieser Rückenfleck verblasst mit dem Alter und zunehmender Größe; subadulte Tiere können auch eher einheitlich blass-olivfarben sein.

## Lebensweise
Die weiblichen Schildkröten werden mit zwei bis drei Jahren und einer Carapaxlänge von etwa 30 Zentimetern geschlechtsreif. Sie legen ihre Eier in Erdnester in der Nähe von Gewässern. Die Anzahl der Eier in einem Gelege kann von drei bis 30 mit einem Gewicht von jeweils 12 bis 24 Gramm variieren.
Die Knorpel-Weichschildkröte gilt als opportunistischer Allesfresser. In Riau (Indonesien) ernährt sie sich von Ölpalmensamen, Maniok, Abfällen und Fischen sowie verschiedenen Arten an Blättern, Samen und Vögeln. In Reisfeldern frisst sie vor allem Schnecken der Art Pomacea canaliculata, die als Schädling gilt.

## Lebensraum und Verbreitung
Die Knorpel-Weichschildkröte lebt semiaquatisch an und in Binnengewässern wie Flüssen, Nebenflüssen und Seen. Sie kommt in Thailand, Malaysia, Singapur, Brunei und Indonesien (Sumatra, Bali, Java und Borneo) vor. Auf Sulawesi, den Molukken und den Kleinen Sundainseln wurde sie von Menschen eingeführt.

## Nutzung und Gefährdung
Die Knorpel-Weichschildkröte wird kaum in größerem Umfang gehalten oder gezüchtet, weil sie langsamer wächst und sich später fortpflanzt als die Chinesische Weichschildkröte, die ebenfalls gerne verzehrt wird. Eine goldene Form der Knorpel-Weichschildkröte wird jedoch in Bangkok für die Haltung als Haustier gezüchtet.
Zum Verzehr werden Knorpel-Weichschildkröten täglich tonnenweise gehandelt. Indonesien als Hauptexportland exportierte von 2005 bis 2018 jährlich gut 25.000 lebende, wild gefangene Exemplare, vor allem nach Singapur, Hongkong und China; 2019 waren es etwa 24.000 Tiere, 2020 importierte Singapur fast 14.000 Tiere aus Indonesien. Die Angaben liegen meist knapp unter den erlaubten Exportquoten; es ist aber von einer gewissen Dunkelziffer auszugehen, da zahlreiche Berichte über Beschlagnahmungen illegal gehandelter Tiere vorliegen und teilweise die Angaben der Import- und Exportländer nicht übereinstimmen. In der EU ist der Import von Knorpel-Weichschildkröten wilden Ursprungs aus Indonesien seit 2008 verboten. Die Art gilt als gefährdet (vulnerable) und wird seit 2005 im Appendix II des Washingtoner Artenschutzübereinkommens gelistet.

## Krankheiten und Parasiten
Es sind nur wenige Krankheiten dieser Art bekannt. Knorpel-Weichschildkröten können von Blutegeln befallen sein; auf ihrem Panzer können sich Ektoparasiten der Gattung Pseudocalceostoma ansiedeln. 2010 starben im Westen Javas hunderte Knorpel-Weichschildkröten an einer Infektion mit Eipilzen der Gattung Saprolegnia sowie den Bakterien Edwardsiella tarda und Aeromonas veronii.

## Forschungsgeschichte und Systematik

Testudo cartilaginea (Aquarell von Gerrit Dadelbeek, 1770)

Erstbeschrieben wurde die Knorpel-Weichschildkröte 1770 von Pieter Boddaert als Testudo cartilaginea.
Synonyme sind unter anderem Testudo boddaerti Schneider 1787 (nomen novum für Testudo cartilaginea), Amyda javanica Schweigger 1809 (nomen nudum), Trionyx javanicus Geoffroy Saint-Hilaire 1809, Trionyx stellatus Geoffroy Saint-Hilaire 1809 (nomen novum für Testudo cartilaginea), Aspidonectes javanicus Wagler 1830, Gymnopus javanicus Duméril & Bibron 1835, Trionyx cariniferus Gray 1856, Aspilus punctulatus Gray 1864, Trionyx jeudi Gray 1869, Trionyx nakornsrithammarajensis Nutaphand 1979 und Trionyx cartilageneus nakorn Nutaphand 1990 (nomen novum für Trionyx nakornsrithammarajensis).
1987 unterteilte Meylan die bis dahin recht artenreiche Gattung Trionyx anhand morphologischer Unterschiede und schlug die Wiederherstellung der Gattung Amyda mit Amyda cartilaginea als einziger Art vor.
Genetische Studien von Fritz et al. ergaben 2014, dass die bis dahin als eine Art angesehene Amyda cartilaginea eigentlich aus drei Kladen besteht: eine relativ unbekannte aus Nordborneo, Amyda ornata und Amyda cartilaginea im engeren Sinn. Die Knorpel-Weichschildkröte selbst wird seit 2014 in zwei Unterarten unterteilt, die nominotypische Amyda cartilaginea cartilaginea auf Java und Südost-Borneo sowie Amyda cartilaginea maculosa. Letztere lebt auf Sumatra und im Westen Borneos, möglicherweise auch in Malaysia, Brunei und Thailand, und weicht genetisch und morphologisch von ersterer ab.